# Frederik Cornelius Eberhard Bjørnsen
Frederik Cornelius Eberhard Bjørnsen (24. april 1781 – 4. september 1831) var en dansk præst.
Han blev sognepræst i Besser og Onsbjerg sogne på Samsø i 1806.
Samme år blev han gift med Rebekka Adolphine Raveholm (1786-1858), datter af Kina-kaptajn Mogens Raveholm og Sophie Charlotte født Nielsen. De fik mange børn, blandr andre datteren Louise Bjørnsen, der blev forfatter under pseudonymet Elisabeth Martens.
Han var præst i Roholte fra 1809, i Lille Heddinge fra 1823 og i Kongsted fra 1826.